# Feliks Barański
Pour les articles homonymes, voir Barański.
Feliks Barański (18 mai 1915, Lemberg - 10 février 2006, Cracovie) est un mathématicien polonais et un membre actif de l'École mathématique de Lwów. 

## Biographie
Né en 1915 à Lemberg, Autriche-Hongrie, il a rejoint le cercle des jeunes et talentueux mathématiciens réunis autour de Stefan Banach et Hugo Steinhaus. C'est un spécialiste des équations différentielles. Chassé de Lwów après la guerre, il s'est installé à Cracovie, où il a occupé un poste à l'École polytechnique. Il a été admis également à la Société mathématique de Pologne.